# Кривбас (баскетбольний клуб)
Баскетбольний клуб «Кривбас» — український баскетбольний клуб з Кривого Рогу, заснований 2000 року. До 2013 року мав назву «Кривбасбаскет».
У перший же рік існування клуб посів друге місце в першій лізі та завоював право виступати у вищій лізі чемпіонату України. Упродовж 2007—2010 рр. БК «Кривбасбаскет» очолював серб Звездан Мітрович.
У жовтні 2013 клуб змінив назву на СК «Кривбас» і буде частиною спортивного клубу, який об'єднуватиме різні види спорту. Президент колишнього клубу Анатолій Буряк очолив департамент баскетболу, а почесним президентом СК «Кривбас» став Юрій Вілкул.
В 2021 році меценатом команди став Мауро Лонгобардо, а команду очолив Артем Сліпенчук, колишній асистент головного тренера «Київ-Баскета» і діючий тренер молодіжної збірної України з баскетболу. В сезоні 2021-2022 років команда візьме участь у Суперлізі.

## Команда
Основний склад
| №  | Прізвище, ім'я     | Позиція   | Країна | Дата народження | Ріст   | Вага   |
| -- | ------------------ | --------- | ------ | --------------- | ------ | ------ |
| 1  | Клим Артамонов     | захисник  |        | 05/11/1993      | 182 см | 85 кг  |
| 2  | Роман Бондарчук    | форвард   |        | 01/05/1998      | 196 см | 95 кг  |
| 3  | Владислав Коренюк  | центровий |        | 08/01/1994      | 209 см | 125 кг |
| 4  | Закарі Коупленд    | захисник  |        | 21/06/1997      | -      | -      |
| 5  | Мілош Латковіч     | захисник  |        | 03/08/1993      | 196 см | 86 кг  |
| 6  | Дмитро Лихой       | центровий |        | 18/10/2001      | 202 см | 104 кг |
| 7  | Всеволод Михайліді | форвард   |        | 14/11/2002      | 200 см | 90 кг  |
| 8  | Терренс Мотлі      | форвард   |        | 09/09/1991      | 201 см | 109 кг |
| 9  | Едвард Полайт      | форвард   |        | 18/07/1997      | 195 см | 104 кг |
| 10 | Мілош Поповіч      | форвард   |        | 17/02/1998      | 197 см | 124 кг |
| 11 | Сергій Старцев     | захисник  |        | 08/07/1997      | 190 см | 85 кг  |
| 12 | Владислав Фролов   | центровий |        | 01/11/1998      | 206 см | 107 кг |